# Tumbling Down
«Tumbling Down» es una canción interpretada por la cantante jamaicana y ganadora de la quinta temporada del reality show estadounidense The Voice, Tessanne Chin. La canción fue escrita y producida por Ryan Tedder de OneRepublic y sirvió como el primer sencillo oficial de Chin después de su victoria en el reality, aunque ella tiene canciones independientes (no oficiales) publicados en los comienzos de su carrera y algunas presentaciones durante el programa que alcanzaron a ingresar en algunas listas musicales.

## Antecedentes
Después de su participación en The Voice, el productor y compositor Ryan Tedder y sus compañeros escritores Noel Zancanella escribieron "Tumbling Down" para la ganadora de la de la quinta temporada de The Voice. Después de tener ciertas dificultades para escribir para los tres ganadores potenciales, decidieron escribir la canción al azar para Tessanne Chin teniendo en cuenta la base de su éxito previo en las listas de iTunes.
La canción es una composición original para el ganador de The Voice, solo el segundo después de la canción de Javier Colon «Stitch by Stitch» en la primera temporada de The Voice. Las canciones de los ganadores de las temporada anteriores fueron todas versiones de artistas conocidos tales como: «I Believe I Can Fly» de R. Kelly interpretado por el ganador de la segunda temporada Jermaine Paul, «Fly» de Faith Hill interpretado por la ganadora de tercera temporada Cassadee Pope, y «Born to Fly» de Sara Evans interpretado por la ganadora de la cuarta temporada Danielle Bradbery.